# Philippe d'Arschot Schoonhoven
Le comte Philippe d'Arschot Schoonhoven, né le 24 décembre 1771 à Voort et mort le 14 juin 1846 à Bruxelles, est un diplomate et homme politique belge. Le graveur Adrien Veyrat modela une médaille à son effigie.[réf. souhaitée]

## Détail des mandats et fonctions
- Bailli de Hesbaye (1783-)
- Membre du Conseil général de la Meuse-Inférieure (1800-1814)
- Sous-préfet de Looz (1800-1814)
- Maire de Voort (1807-1813)
- Président du canton de Looz (1814)
- Membre du Conseil privé (1814-1815)
- Commissaire aux départements de la Meuse-Inférieure et de l'Ourthe (1815)
- Membre de la Commission constitutionnelle (1815)
- Conseiller d'État (1815-1818)
- Membre de l'ordre équestre de la province de Limbourg[Quand ?]
- Membre des États provinciaux de Limbourg[Quand ?]
- Gouverneur du Brabant méridional (1818-1823)
- Gouverneur de la province d'Anvers (refuse la fonction)[pertinence contestée]
- Membre de la Eerste Kamer (1824-1830)
- Membre du Congrès national (1830-1831)
- Vice-président du Comité diplomatique du Gouvernement provisoire de Belgique (1830)
- Ministre plénipotentiaire à Londres (1831)
- Grand maréchal de la Cour de Belgique (1831-1846)
- Sénateur par l'arrondissement de Bruxelles (1831-1839)
- Vice-président du Sénat belge (1836-1839)

## Décorations
- Commandeur de l'ordre du Lion néerlandais

Il était grand cordon de l'ordre de Léopold, décoré de la Croix de fer, grand officier de la Légion d'honneur; le 30 septembre 1836, il reçut la première grand-croix de l'ordre de la Maison ernestine de Saxe (délivrée par Léopold Ier), grand-croix de l'ordre de l'Immaculée Conception de Vila Viçosa, commandeur de l'ordre du Lion néerlandais.